# L'Isle-Jourdain, Vienne
L'Isle-Jourdain är en kommun i departementet Vienne i regionen Nouvelle-Aquitaine i västra Frankrike. Kommunen ligger i kantonen L'Isle-Jourdain som tillhör arrondissementet Montmorillon. År 2022 hade L'Isle-Jourdain 1 146 invånare.

## Befolkningsutveckling
Antalet invånare i kommunen L'Isle-Jourdain
| Referens: INSEE |